# Neptunus hastatus
Neptunus hastatus is een krabbensoort uit de familie van de Portunidae.